# Arctotidinae
Sous-tribu
Classification APG III (2009)
Les Arctotidinae sont une sous-tribu de plantes dicotylédones de la famille des Asteraceae.

## Liste des genres
Selon NCBI (29 oct. 2010) :
- genre Arctotheca
- genre Arctotis
- genre Cymbonotus
- genre Dymondia
- genre Haplocarpha